# Afrogamasellus quadrisigillatus
Afrogamasellus quadrisigillatus är en spindeldjursart som först beskrevs av Berlese 1916.  Afrogamasellus quadrisigillatus ingår i släktet Afrogamasellus och familjen Rhodacaridae. Inga underarter finns listade i Catalogue of Life.